# Subaru-telescoop
De Subaru Telescope is een spiegeltelescoop van het National Astronomical Observatory of Japan, en wordt ook wel de Japan National Large Telescope (JNLT) genoemd. Hij maakt deel uit van het Mauna Kea-observatorium op het eiland Hawaï, en staat op een hoogte van 4.139 m op de slapende vulkaan Mauna Kea, vlak bij de beide Keck-telescopen. De hoofdspiegel heeft een diameter van 8,2 m. Hij is gebouwd in opdracht van de Japanse regering. Ondersteunende faciliteiten bevinden zich in een basisstation in Hilo.
De naam Subaru is de Japanse naam voor het sterrenbeeld Zevengesternte (Plejaden).
De telescoop zag het eerste licht op 28 januari 1999. Hij is geoptimaliseerd voor waarnemingen in zichtbaar en infrarood licht. In september 1999 is hij door prinses Sayako van Japan officieel in gebruik genomen. Voor deze gelegenheid is er een oculair in gemonteerd, zodat de prinses er rechtstreeks door kon kijken. Een paar nachten lang mocht ook het personeel er door kijken, waarna het oculair is vervangen door de veel gevoeliger meetapparatuur.

## Technische specificaties
De hoofdspiegel heeft een diameter van 8,2 meter, een dikte van 20 cm en een gewicht van 22,8 ton. De brandpuntsafstand bedraagt 15 m en de gemiddelde oppervlakteruwheid is 14 nm.
De telescoop heeft een Ritchey-Chrétienconstructie en is geplaatst in een alt-azimutale montering. Hij is 22,1 m hoog en weegt 555 ton. Er kan aan vier brandpunten worden waargenomen:
- In het hoofdbrandpunt – uitzonderlijk voor grote telescopen – is de Subary Prime Focus Camera (Suprime-Cam) aangesloten.
- Het Cassegrainbrandpunt onder de hoofdspiegel ondersteunt een reeks instrumenten waarvan de resolutie door het adaptieve-optieksysteem (AO-systeem) wordt verbeterd:
  - Faint Object Camera And Spectrograph (FOCAS)
  - Cooled Mid-Infrared Camera and Spectrograph (COMICS)
  - Infrared Camera and Spectrograph (IRCS)
  - Coronagraphic Imager with Adaptive Optics (CIAO)
- In de twee Nasmythbrandpunten:
  - Het optische Nasmythbrandpunt is uitgerust voor zware instrumenten, waaronder in de eerste plaats de High Dispersion Spectrograph (HDS).
  - Het infrarode Nasmythbrandpunt was eerst voorzien van de OH-Airglow Suppressor (OHS) met diens opname-eenheid CISCO.

De maximale zwenksnelheid bedraagt 0,5° per seconde. De Subarutelescoop heeft een volgnauwkeurigheid van 0,1" en een richtnauwkeurigheid beter dan 1,0". De beste hoekresolutie zonder adaptieve optiek bedraagt 0,2" bij een golflengte van 2150 nm.
De telescoopkoepel is 43 m hoog, heeft aan de basis een diameter van 40 m en weegt ca. 2000 ton. De buitenwand bestaat uit aluminiumplaten.